# Kristopher Vida
Krisztófer András Vida, meglio noto come Kristopher Vida (Budapest, 23 giugno 1995), è un calciatore ungherese, centrocampista o ala del Tatabánya.

## Carriera
Cresciuto nei settori giovanili di squadre come Vasas e Honvéd, nel 2011 approda al Twente. Dopo una stagione trascorsa con la squadra riserve del club olandese, il 22 maggio 2014 firma un biennale con il De Graafschap. Il 29 giugno 2016 si trasferisce al DAC Dunajská Streda, legandosi agli slovacchi con un triennale. Il 6 agosto 2018 prolunga fino al 2021.

## Statistiche

### Presenze e reti nei club
Statistiche aggiornate al 20 novembre 2018.
| Stagione                   | Squadra                    | Campionato                 | Campionato | Campionato | Coppe nazionali | Coppe nazionali | Coppe nazionali | Coppe continentali | Coppe continentali | Coppe continentali | Altre coppe | Altre coppe | Altre coppe | Totale | Totale | Totale |
| Stagione                   | Squadra                    | Comp                       | Pres       | Reti       | Comp            | Pres            | Reti            | Comp               | Pres               | Reti               | Comp        | Pres        | Reti        | Pres   | Reti   |        |
| -------------------------- | -------------------------- | -------------------------- | ---------- | ---------- | --------------- | --------------- | --------------- | ------------------ | ------------------ | ------------------ | ----------- | ----------- | ----------- | ------ | ------ | ------ |
| 2013-2014                  | Jong Twente                | ED                         | 16         | 4          | -               | -               | -               | -                  | -                  | -                  | -           | -           | -           | 16     | 4      |        |
| 2014-2015                  | De Graafschap              | ED                         | 32+6       | 8          | CO              | 2               | 0               | -                  | -                  | -                  | -           | -           | -           | 40     | 8      |        |
| 2015-2016                  | De Graafschap              | E                          | 21+3       | 1+1        | CO              | 1               | 0               | -                  | -                  | -                  | -           | -           | -           | 25     | 2      |        |
| Totale De Graafschap       | Totale De Graafschap       | Totale De Graafschap       | 53+9       | 9+1        |                 | 3               | 0               |                    | -                  | -                  |             | -           | -           | 65     | 10     |        |
| 2016-2017                  | DAC Dunajská Streda        | SL                         | 29         | 5          | CS              | 3               | 1               | -                  | -                  | -                  | -           | -           | -           | 32     | 6      |        |
| 2017-2018                  | DAC Dunajská Streda        | SL                         | 19+10      | 2+4        | CS              | 1               | 1               | -                  | -                  | -                  | -           | -           | -           | 30     | 7      |        |
| 2018-2019                  | DAC Dunajská Streda        | SL                         | 14         | 7          | CS              | 4               | 0               | UEL                | 4                  | 1                  | -           | -           | -           | 22     | 8      |        |
| Totale DAC Dunajská Streda | Totale DAC Dunajská Streda | Totale DAC Dunajská Streda | 72         | 18         |                 | 8               | 2               |                    | 4                  | 1                  |             | -           | -           | 84     | 21     |        |
| Totale carriera            | Totale carriera            | Totale carriera            | 141+9      | 31+1       |                 | 11              | 2               |                    | 4                  | 1                  |             | -           | -           | 165    | 35     |        |